# Betsy Saina
Betsy Chepkemboi Saina (* 30. Juni 1988) ist eine kenianische Langstreckenläuferin.
Saina begann ihre Laufkarriere als Teenager in Eldoret, Kenia. Durch ihre Leistungen bei den afrikanischen Juniorenmeisterschaften wurden internationale Scouts auf sie aufmerksam. In Folge studierte sie an der Iowa State University in Ames, Iowa, und entwickelte ihre Laufkarriere weiter. 2012 gewann sie bei den Afrikameisterschaften 2012 die Bronzemedaille im 10.000-Meter-Lauf.
Seit 2013 ist sie professionelle Athletin. Bei den Olympischen Spielen 2016 in Rio de Janeiro wurde sie 5. im 10.000-Meter-Wettbewerb. 2018 gewann sie den Paris-Marathon in 2:22:56 h.
Seit 7. Juni 2021 ist Saina berechtigt, bei Wettbewerben unter der Flagge der USA zu starten.
Im März 2023 erzielte Saina als Fünfte des Tokio-Marathons in 2:21:40 h eine persönliche Bestzeit. Im September siegte sie beim Sydney-Marathon in 2:26:47 h.

## Persönliche Bestzeiten
- 3000 m: 8:38,01 min, 5. September 2014, Brüssel
- 5000 m: 14:39,49 min, 18. Juli 2014, Monaco
- 10.000 m: 30:07,78 min, 12. August 2016, Rio de Janeiro
- Halbmarathon: 1:09:17 h, 4. Februar 2018, Marugame
- Marathon: 2:21:40 h, 5. März 2023, Tokyo